# Jujuy (stacja metra)
Jujuy – stacja metra w Buenos Aires, na linii E. Znajduje się pomiędzy stacją Pichincha, a General Urquiza. Stacja została otwarta 20 czerwca 1944.